# Nuestra Señora del Rosario de Caa Catí
Nuestra Señora del Rosario de Caa Catí är en kommunhuvudort i Argentina.   Den ligger i provinsen Corrientes, i den nordöstra delen av landet, 800 km norr om huvudstaden Buenos Aires. Nuestra Señora del Rosario de Caa Catí ligger 77 meter över havet och antalet invånare är 7 573.
Terrängen runt Nuestra Señora del Rosario de Caa Catí är mycket platt. Runt Nuestra Señora del Rosario de Caa Catí är det mycket glesbefolkat, med 3 invånare per kvadratkilometer.. Det finns inga andra samhällen i närheten.
Trakten runt Nuestra Señora del Rosario de Caa Catí består huvudsakligen av våtmarker.